# Khambaya (district)
Khambaya est l'un des districts de la sous-préfecture de Tamita, situé dans la préfecture de Boffa en république de Guinée.